# John Burridge
John Burridge (født 3. december 1951 i Workington, Cumberland) er en engelsk tidligere fodboldspiller, der spillede som målmand. Han spillede i 29 forskellige klubber i sin næsten 30 år lange karriere. Burridge spillede 771 kampe i skotske og engelske ligaer, og derudover en række kampe udenfor de fire bedste rækker. Han har rekorden som den spiller, der har spillet i flest forskellige klubber.